# Natasha Rothwell
Natasha Rothwell (sinh ngày 18 tháng 10 năm 1980) là nữ diễn viên, nhà văn và nhà sản xuất phim người Mỹ. Cô được biết đến qua vai Kelli Prenny trong sê-ri Insecure và vai Belinda trong The White Lotus. Vai Belinda giúp cô giành một đề cử giải Primetime Emmy ở hạng mục "Nữ diễn viên phụ xuất sắc trong sê-ri phim và phim điện ảnh". Tháng 9 năm 2024, Hulu phát hành How to Die Alone, loạt phim hài do Rothwell đồng sáng lập và thủ vai chính.

## Tiểu sử
Rothwell sinh ngày 18 tháng 10 năm 1980 tại Wichita, Kansas trong một gia đình theo đạo Thiên Chúa. Cha mẹ cô, David và Sharon, là người gốc Philadelphia. Cô có ba anh chị em là Tamika, Tiffany và David. 
Do công việc của cha trong ngành không quân, từ nhỏ cô đã di chuyển nhiều nơi, từ các bang New Mexico, Florida, Illinois, New Jersey, Maryland cho tới Thổ Nhĩ Kỳ. Rothwell từng học nhiều trường tiểu học và trung học, cô tốt nghiệp Trung học Westlake ở Waldorf, bang Maryland. 
Nữ diễn viên ban đầu học Đại học Ithaca chuyên ngành báo chí nhưng sau đó chuyển qua Đại học Maryland khoa sân khấu.